# Apiotypa philippinensis
Apiotypa philippinensis är en svampart som beskrevs av Petr. 1925. Apiotypa philippinensis ingår i släktet Apiotypa, divisionen sporsäcksvampar och riket svampar.   Inga underarter finns listade i Catalogue of Life.